# Nacerdes kubani
Nacerdes kubani es una especie de coleóptero de la familia Oedemeridae.

## Distribución geográfica
Habita en Yunnan (China).